# Acantholeucania pseudoloreyi
Acantholeucania pseudoloreyi är en fjärilsart som beskrevs av Charles E. Rungs 1953. Acantholeucania pseudoloreyi ingår i släktet Acantholeucania och familjen nattflyn. Inga underarter finns listade i Catalogue of Life.